# Agnes von Brandenburg (1298–1334)

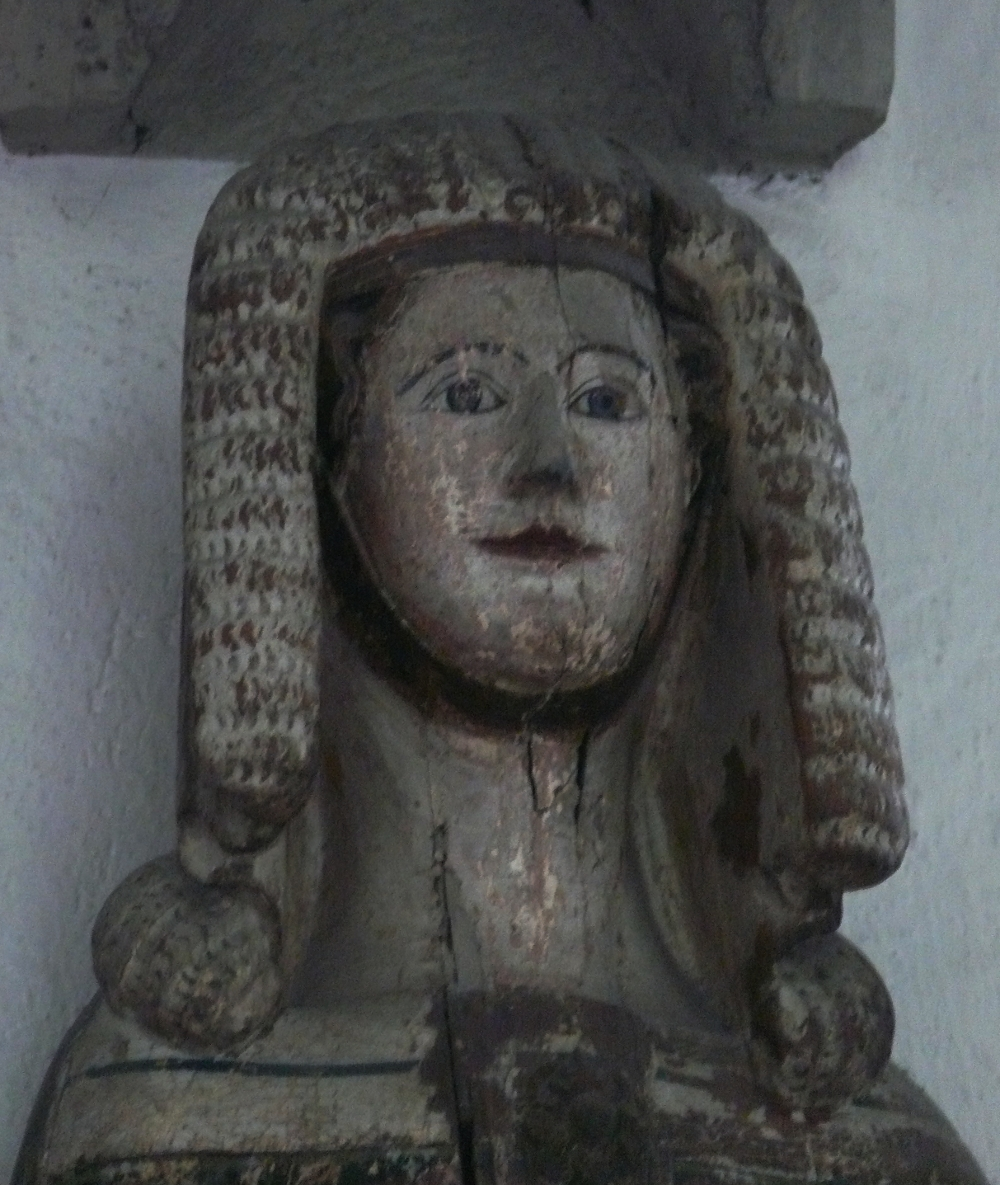
Bildnis von Agnes im Braunschweiger Dom

Agnes (* um 1297; † 27. November 1334 in Braunschweig) war eine Markgräfin von Brandenburg und Herzogin zu Braunschweig und Lüneburg.

## Leben
Agnes wurde als Tochter des Markgrafen Hermann von Brandenburg (jüngere Linie der Askanier) und dessen Gemahlin Anna von Habsburg geboren. Sie heiratete 1309 den Markgrafen Woldemar von Brandenburg, der der älteren Linie der Askanier entstammte. Aus dieser Zeit stammt eine Silbermünze, auf der eine reitende Person mit einem Jagdfalken dargestellt ist, diese wurde als Bildnis der Markgräfin Agnes gedeutet. Nachdem Woldemar 1319 verstorben war, heiratete Agnes am 14. Dezember desselben Jahres Herzog Otto den Milden zu Braunschweig und Lüneburg. Otto brachte seine Tochter Agnes (1317–1371) mit in diese Ehe. Die Leibzucht aus der Alt- und Mittelmark behauptete Agnes erfolgreich gegen die Ansprüche des älteren Askaniers Herzog Rudolf von Sachsen-Wittenberg. Sie erreichte in einem Vergleich am 4. Mai 1323 bei König Ludwig, dass Otto nach ihrem Ableben die Altmark und somit die Städte Gardelegen, Osterburg, Salzwedel, Stendal und Tangermünde zugesprochen werden sollten. Im Gegenzug verzichtete Agnes auf die Mittelmark. Ab 1329 nannten sich Otto und Agnes Herr und Herrin der Alten Mark. Otto gelang es jedoch nicht, seine Ansprüche nach dem Tode von Agnes gegen die neuen Wittelsbacher Markgrafen aufrechtzuerhalten. Daher verzichtete er 1341 schließlich nach einer militärischen Niederlage gegen einen Geldbetrag auf diese Ländereien.
Agnes wurde in der Laurentiuskapelle im Dom St. Blasii zu Braunschweig beigesetzt.
Geschwister
- Judith (Jutta) von Brandenburg-Salzwedel (~1301–1353), Erbin von Coburg, verheiratet mit Graf Heinrich VIII. von Henneberg († 1347)
- Johann V. von Brandenburg (1302–1317) seit 1308 Markgraf von Brandenburg.
- Mathilde von Brandenburg-Salzwedel († 1323), Erbin der Niederlausitz, heiratete Herzog Heinrich IV. von Schlesien-Glogau († 1342)